# Wilhelm Reye
Daniel Wilhelm Reye (* 22. April 1833 in Ritzebüttel; † 15. Februar 1912 in Hamburg) war ein deutscher Psychiater.

## Leben und Wirken
Wilhelm Reye studierte Medizin an der Universität Göttingen und der Universität Heidelberg. Nach der Promotion 1855 ging er nach Hamburg, wo er versuchte, eine Stelle als „Gehülfswundarzt“ am Allgemeinen Krankenhaus St. Georg zu bekommen. Ludwig Meyer kam 1858 an das Krankenhaus und übernahm die Leitung der so bezeichneten Irrenabteilung. Er wählte Reye als seinen Assistenten aus. 1862 eröffnete die „Irren-, Heil- und Pflegeanstalt Friedrichsberg“, die Patienten aufnahm, die zuvor im Krankenhaus St. Georg behandelt worden waren. Das Krankenhaus St. Georg war nun zuständig für chronisch kranke Person. Wilhelm Reye arbeitete hier als externer Sekundärarzt.
Im März 1866 wechselte Ludwig Meyer an die Universität Göttingen. Wilhelm Reye übernahm dessen Stelle als Leiter der Irrenanstalt Friedrichsberg, die bei seinem Dienstantritt über 264 Betten verfügte. In den Folgejahren entwickelte sich die Anstalt zu einer der größten derartigen Einrichtungen im deutschsprachigen Raum. 1900 umfasste die Anstalt 1250 Betten, acht Jahre später 1400. Die Anzahl der Betten stieg parallel zur Einwohnerzahl und machte mehrere Neubauten der Klinik notwendig. Auch die organisatorischen Abläufe der Betreuung dieser Patienten in Hamburg mussten reformiert werden, was zunächst nur zögerlich begann. Reye übernahm diese Aufgabe und erwies sich als die richtige Wahl. Er trieb Modernisierungen jedoch nicht offensiv voran und erhöhte auch die Beschäftigtenzahlen nur zurückhaltend.
Da die Anstalt überfüllt war, wurden 1878 und 1885 so genannte „Siechenhäuser“ und provisorische Baracken errichtet. Auch die Pensionärsabteilung, die wohlhabende Personen aufnahm, wurde erweitert. Im Februar 1888 forderte Reye in einem Brief, auf weitere Baumaßnahmen am Standort Friedrichsberg zu verzichten. Stattdessen gab er den Anstoß, aufgrund der Überbelegung eine zweite Anstalt zu bauen. Daraus entstand die „Landwirtschaftliche Kolonie für Geisteskranke zu Langenhorn“. In der 1893 eröffneten Einrichtung konnten 200 arme, arbeitsfähige, chronisch kranke Personen untergebracht werden.

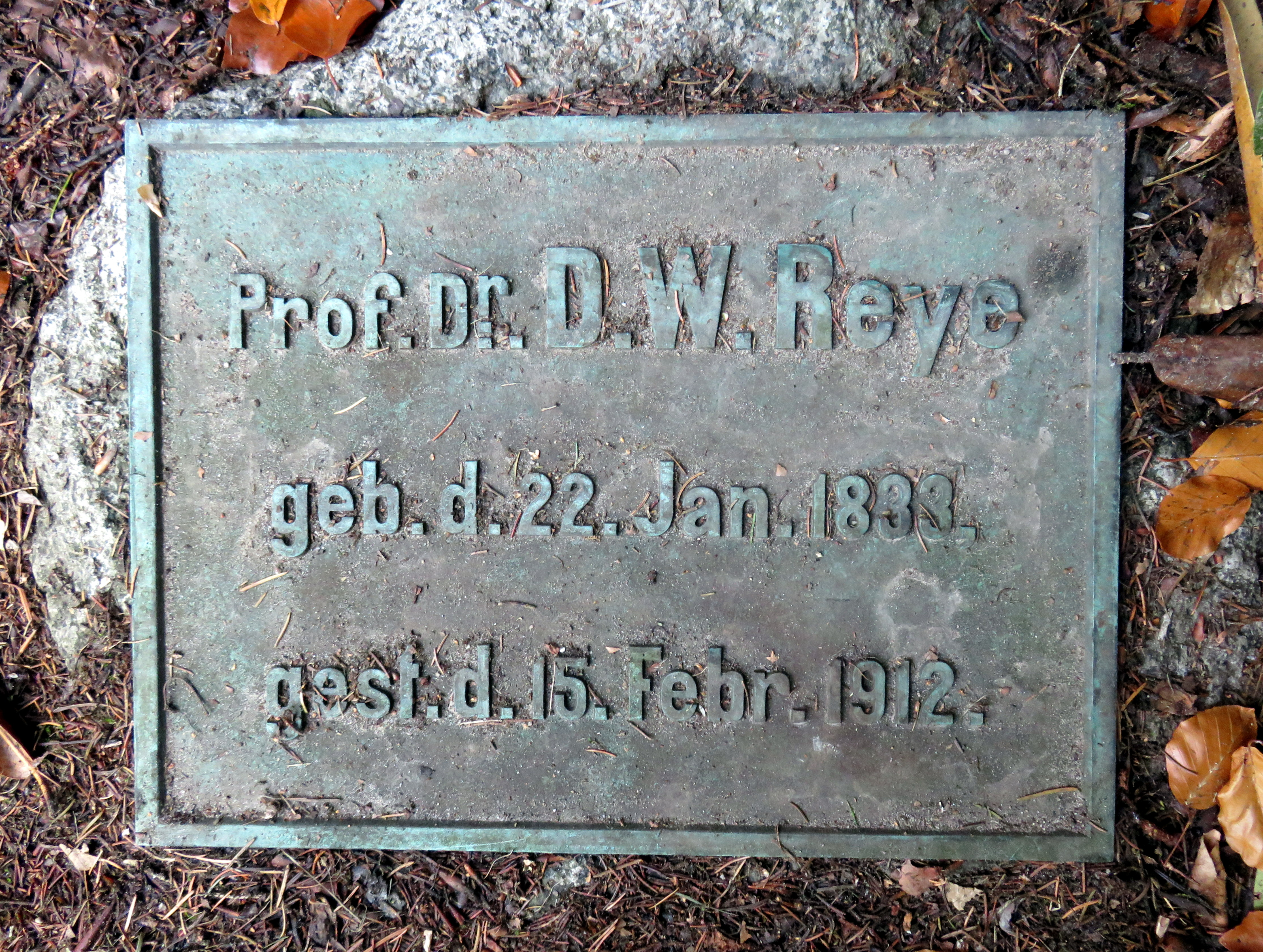
Grab Daniel Wilhelm Reye auf dem Friedhof Ohlsdorf

Während Reyes Amtszeit kam es in den Medizinalbehörden zunehmend zu Kritik an überholten Strukturen, die jedoch nicht explizit geäußert wurde. Am 31. März 1908 ging Reye, der nie nennenswert publiziert oder wissenschaftlich gearbeitet hatte, in den Ruhestand. Der Psychiater wurde vielfach offiziell ausgezeichnet. Für die Versorgung psychisch kranker Personen in Hamburg galt er als nahezu mystische Person.
Wilhelm Reye verstarb im Februar 1912. Im selben Jahr wurde der Reyesweg in Barmbek-Süd nahe seiner früheren Arbeitsstätte nach ihm benannt.
Daniel Wilhelm Reye wurde auf der Familiengrabstätte auf dem Ohlsdorfer Friedhof in Hamburg im Planquadrat AD 12 nordwestlich vom Nordteich beigesetzt.